# Les Aventures du Capitaine Proton
Les Aventures du Capitaine Proton est une méta-fiction de la série télévisée Star Trek: Voyager. Elle se déroule dans le holodeck du Voyager et fut inventée par Tom Paris et Harry Kim qui s'inspirèrent des séries B de science-fiction des années 1930 et 40, imitant leurs défauts, tels que le mauvais jeu des acteurs, les dialogues remplis de poncifs et les personnages standards comme la jeune et jolie secrétaire en danger que le héros doit sauver. 
Le héros, Capitaine Proton, est un mélange de Buck Rogers, Flash Gordon et Commando Cody. L'ennemi de Proton, Chaotica, est quant à lui copié physiquement sur l'empereur Ming, ennemi de Flash Gordon.
Plusieurs chapitres sont représentés dans la série à partir de la saison 5, en particulier dans l'épisode La Fiancée de Chaotica.

## Chapitre 16:Spell of the Spider
Star Trek: Voyager - épisode 5-12 La Fiancée de Chaotica
La reine Arachnia envoie au Docteur Chaotica une fiole de phéromones irrésistibles, le faisant tomber sous son charme lorsqu'il les respire. Le flacon est placé sur un petit piédestal à côté du trône de Chaotica dans la forteresse de Doom, sur la planète X.

## Chapitre 18:La Fiancée de Chaotica
Bande-annonce du chapitre 18 (Star Trek: Voyager - épisode 5-12 La Fiancée de Chaotica) :
« Le diabolique Dr Chaotica kidnappe Constance Goodheart [Jolicœur] et projette de l'offrir en sacrifice à Arachnia, reine du peuple araignée. Après des millions de kilomètres, Proton arrive sur la planète X, où il doit s'emparer de la forteresse du maléfice. Mais touché par le rayon de la mort, Proton court vers une mort certaine tandis que sa fusée s'enflamme. »

## Chapitre 37:The Web of Pain
Il y est fait référence dans l'épisode Alice de Star Trek: Voyager.